# Marcus Ericsson
Marcus Thorbjörn Ericsson, född 2 september 1990 i Kumla, är en svensk racerförare, som tävlar för Andretti Autosport i Indycar Series. Han upptäcktes av STCC-föraren Fredrik Ekblom vid nio års ålder, då han körde gokart i Ekbloms gokarthall, och tävlade med framgång i olika kartingklasser runt om i Europa fram till 2006.
Ericsson startade sin racingkarriär i det brittiska Formel BMW-mästerskapet 2007, där han erövrade titeln redan under debutåret. Han fortsatte sedan med att köra Formel 3 i Storbritannien och i Japan, där han erövrade titeln 2009. Efter framgångarna i F3 flyttade han upp till GP2 Series, klassen precis under Formel 1. Han tävlade i serien mellan 2010 och 2013, och blev som bäst sexa i förarmästerskapet under sitt sista år.
Under 2014 flyttade han upp till den högsta divisionen för formelbilar, Formel 1, med det brittiska stallet Caterham, där han som bäst tog en elfteplats i Monaco. Inför 2015 flyttade han till det schweiziska stallet Sauber F1 Team, där han under första året tog nio poäng.
2019 gick han över till Indycar-serien i USA där han hittills (maj 2023) har fyra vinster och tre andraplatser. Sin främsta vinst i karriären hittills (2022) tog han i Indy 500 den 29 maj 2022.

## Racingkarriär

### Karting
Redan som femåring började Ericsson intressera sig för motorsport och fick en minicross i födelsedagspresent. Vid nio års ålder körde han gokart för första gången, i STCC-föraren Fredrik Ekbloms gokarthall i Mariebergs köpcentrum. Redan efter några varv såg Ekblom att Ericsson körde väldigt bra, och frågade hans far om han hade kört gokart tidigare. Svaret var att det var första gången, varpå Ekblom övertalade fadern att köpa en gokart åt sonen. Ericsson började tävla i karting år 2000, då i formel Micro, som var tävlingsklassen för Sveriges yngsta kartingförare. År 2001 blev han totaltrea i Mellansvenska kartracingserien, MKR, i samma klass. Året efter gick han upp i formel Mini och 2003 stod han som totalsegrare i MKR.
Som fjortonåring år 2004 började Ericsson sin internationella karriär i klassen ICA Junior med tävlingar bland annat i Italian Open Masters. Samma år blev han fyra i det svenska mästerskapet. Framgångarna fortsatte och 2005 blev han såväl svensk som nordisk mästare i ICA Junior och dessutom totaltrea i Italian Open Masters. 2006 tog Ericsson en sensationell delseger i Italian Open Masters i Garda för Team WARD.
Under 2006 körde Ericsson endast en tävling i Sverige, Viking Trophy i Göteborg. Han hade ledningen i tävlingen under 28 av 30 varv, men med två varv kvar gick motorn sönder. Direkt efter tävlingen träffade Ericsson den svenska racerföraren Kenny Bräck, som berömde Ericsson för insatsen. Strax därefter kom han även i kontakt med racerföraren Eje Elgh, som bjöd in honom och hans far till möte. Där berättade Elgh att han tillsammans med Bräck tänkte starta ett projekt för att finna Sveriges nästa racingstjärna. De ville ha Marcus Ericsson som en av deltagarna i projektet. Under ett års tid genomgick sedan Ericsson och tio andra ungdomar både fysiska och psykiska tester. Det var Ericsson som klarade dem bäst.

### Formel BMW

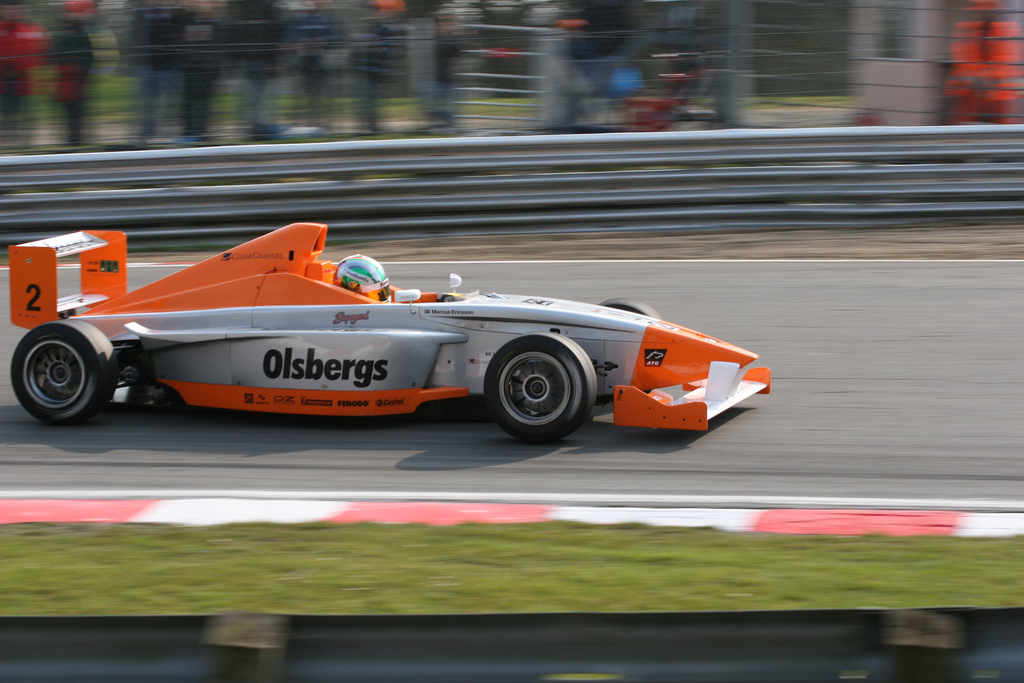
Ericsson på väg mot segern på Brands Hatch 2007.

Bräck övertygade teamchefen i Fortec Motorsport att Ericsson borde tävla med teamet i det brittiska Formel BMW-mästerskapet 2007. Ericsson var försiktig beträffande sina chanser under säsongen och trodde att han som bäst skulle kunna ta några pallplaceringar och mot slutet av säsongen även någon seger. Men hans första seger kom redan under den andra tävlingen. På Brands Hatch tog han sensationellt förstaplatsen. Framgången fortsatte och under de kommande tolv loppen tog Ericsson sju pallplaceringar, varav två segrar. Säsongens fyra avslutande lopp slutade med segrar och Ericsson blev därmed mästare. Han hade aldrig kört en riktig racerbil innan FBMW-debuten, vilket gjorde det ännu mer imponerande. Tidningen Autosport utsåg honom till årets nationella förare i Storbritannien i sin säsongssammanfattning 2007.

### Formel 3

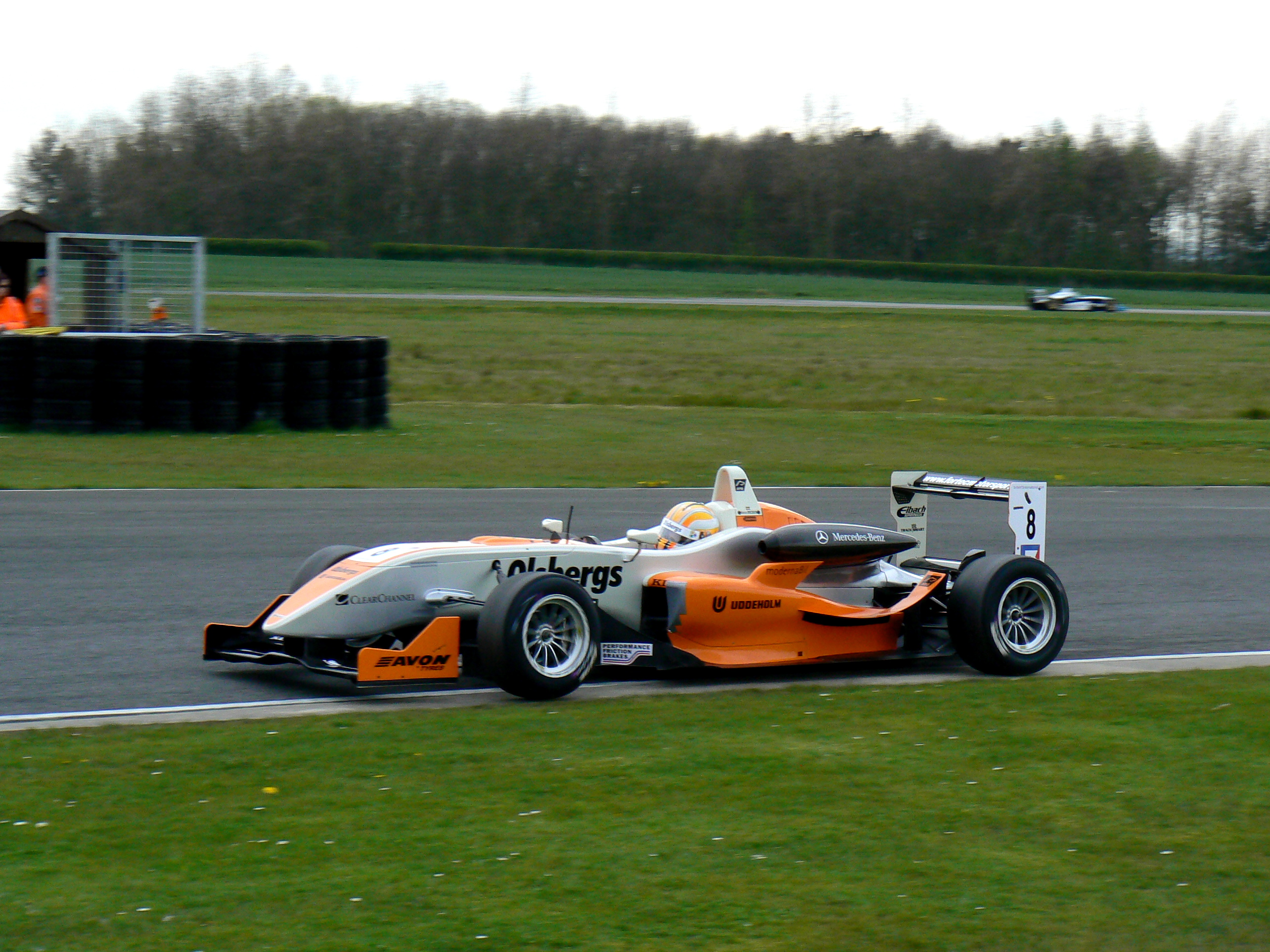
Marcus Ericsson i det Brittiska F3-mästerskapet.

Efter att ha vunnit Formel BMW-titeln siktade Ericsson på en plats i Formel 3. Efter några tester med olika team valde Ericsson att köra för sitt gamla team, Fortec Motorsport, i det brittiska F3-mästerskapet. Han tog två pole positions och en handfull pallplatser. Det blev emellertid inga segrar och en sammanlagd femteplats i mästerskapet. Han deltog också i Macaos Grand Prix, dock utan några direkta framgångar.
Han körde i det japanska F3-mästerskapet 2009 och vann serien efter att ha tagit flera segrar, bland annat i det sista loppet. Samma år tog Ericsson två segrar på sex starter i inhopp för Double R Racing i det brittiska mästerskapet. Ericsson deltog även i Macaus Grand Prix 2009, där han slutade fyra efter ha startat i pole position.

### GP2 Series
Ericsson deltog i ett test i supportklassen till Formel 1, GP2 Series den 7–8 oktober 2009. Han satte den sjunde bästa tiden första dagen och den allra snabbaste tiden andra dagen, då han slog flera erfarna GP2-förare. Ericsson gjorde sin GP2 Asia Series-debut för ART Grand Prix på Yas Marina Circuit den 31 oktober 2009, dock utan direkta framgångar.
Under 2010 körde Ericsson för Super Nova Racing i GP2 Series. Han vann feature-racet på Valencia Street Circuit, men tog endast två ytterligare poängplaceringar, eftersom farten i bilen saknades. Totalt slutade Ericsson på sjuttonde plats med elva poäng.

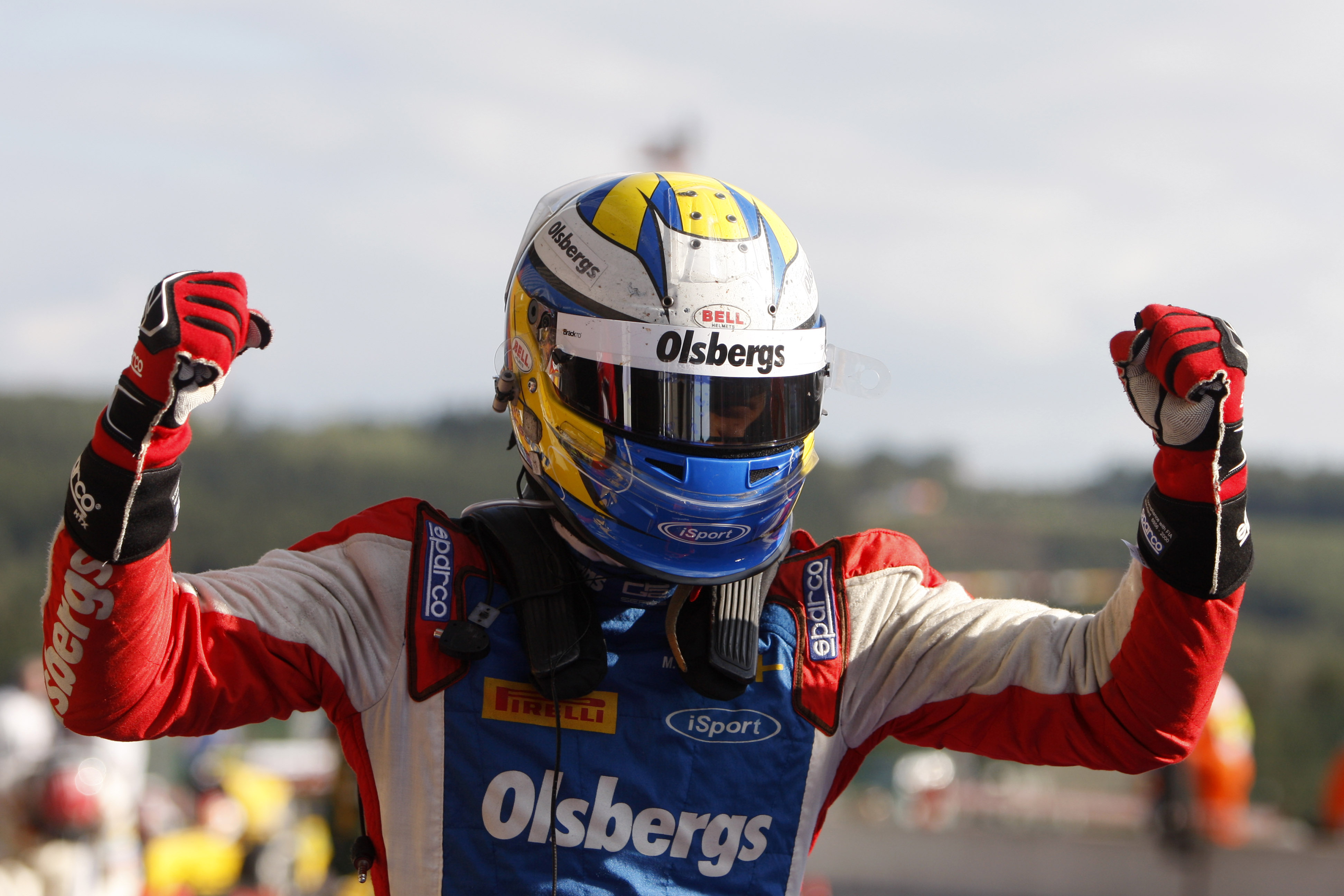
Ericsson efter segern på Circuit de Spa-Francorchamps.

Säsongen 2011 gick han över till det brittiska teamet iSport International där han blev stallkamrat med Sam Bird. Det blev en mellansäsong där Ericssons bästa placeringar var två tredjeplatser, på Circuit de Barcelona-Catalunya och Silverstone Circuit. I förarmästerskapet slutade Ericsson på tionde plats, medan stallkamraten blev sexa.
Under säsongen 2012 fortsatte Ericsson att köra för iSport International, och fick Jolyon Palmer som stallkamrat. Han fick en tung inledning på säsongen med många tekniska problem. Under de första åtta loppen på säsongen samlade han endast 8 poäng. Detta förändrades under racehelgen i Monaco där han var tredje snabbast i kvalificeringen och lyckades avancera en position under lördagens feature-race. Han startade sjua i det andra loppet, men körde upp sig tre placeringar och gick i mål på fjärde plats i söndagens sprintrace. I Valencia stod Ericsson åter på pallen i feature-racet, men sedan följde en period med dålig poängskörd. Efter sommaruppehållet återkom han och stallet i ny form och under de tre sista tävlingshelgerna under säsongen 2012 tog ingen förare fler poäng än Ericsson. Feature-racet på Spa vann han överlägset och på Autodromo Nazionale Monza stod han återigen på pallen i feature-racet. Tack vare den enorma upphämtningen under den sista delen av säsongen blev Ericsson åtta i förarmästerskapet.
2013 flyttade Ericsson till det regerande mästarteamet DAMS. Trots att han var snabb i flera kval, lyckades han bara ta en poäng under säsongens tio inledande lopp. En vändpunkt kom vid det tionde loppet på Nürburgring, där han vann feature-racet. Han fortsatte med pallplatser på Hungaroring, Circuit de Spa-Francorchamps, Marina Bay Street Circuit och Yas Marina Circuit.
Tack vare ännu en stark upphämtning under säsongsavslutningen lyckades Ericsson avancera i slutställningen och blev sexa.

### Formel 1 (2014–2018)
1–3 december 2009 gjorde Ericsson Formel 1-testdebut. Han var då med under ett test för förare som inte provat på att köra Formel 1-bil tidigare eller som kört maximalt två Grand Prix-lopp. Ericsson körde för Brawn GP, som blivit världsmästare samma år. Han lyckades ta en sjundeplats och två åttondeplatser under de tre dagarna. Ross Brawn, teamchef för Brawn GP, var nöjd med prestationerna.

#### Caterham (2014)

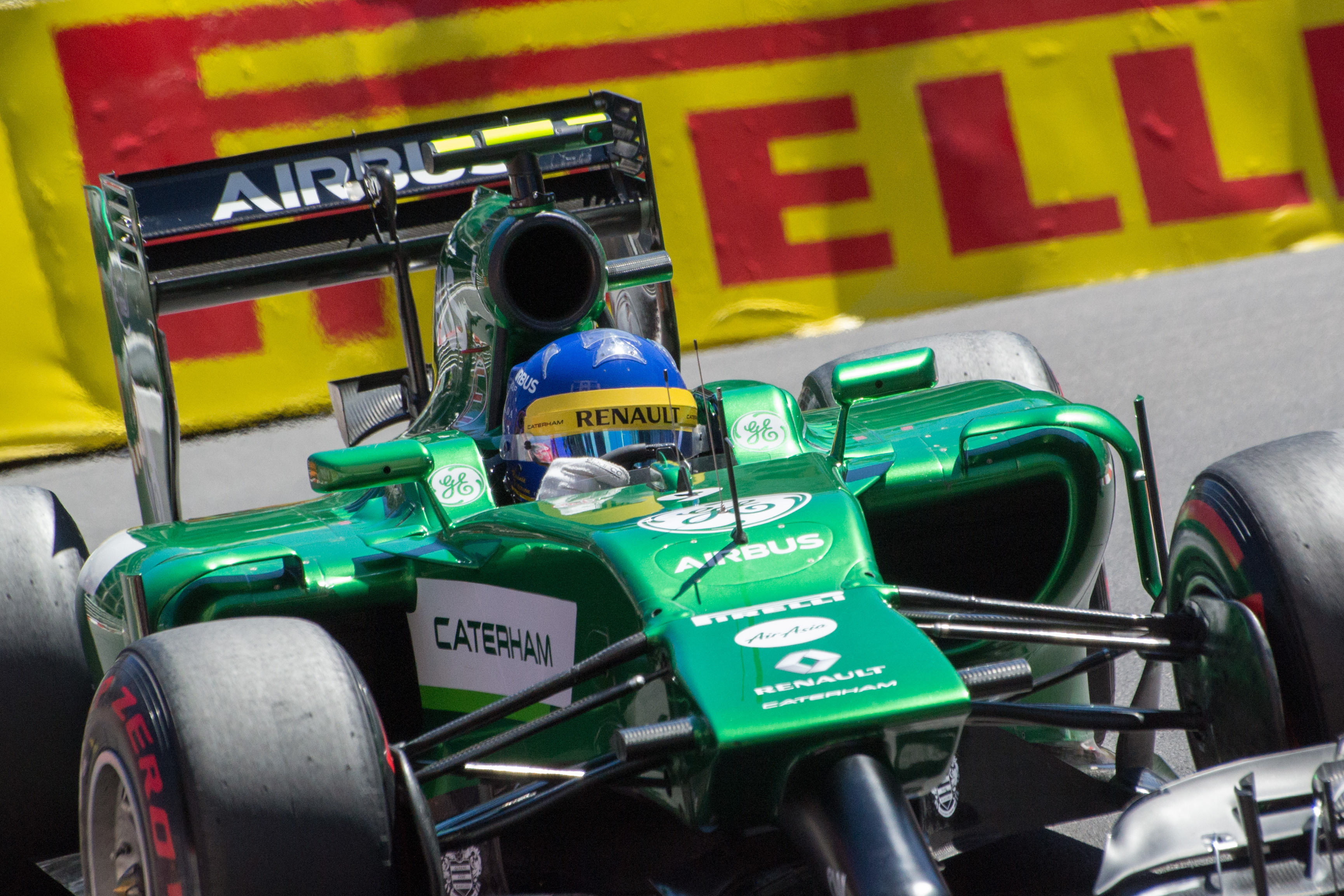
Ericsson på väg mot elfteplatsen i Monacos Grand Prix 2014.

Efter månader av spekulationer bekräftades den 21 januari 2014 att Ericsson skulle köra för Caterham. Ericssons stallkamrat blev Kamui Kobayashi.
Ericsson kvalade tjugonde i debutloppet — Australiens Grand Prix — och gjorde en mycket bra första stint. Han var uppe på elfte plats när oljetrycket plötsligt sjönk och han tvingades bryta. I Malaysia kvalade han sist, men körde upp sig i loppet och gick i mål på fjortonde plats, före rivalen Max Chilton. I Spanien kvalade han för första gången bättre än stallkamraten Kobayashi, men han var bakom båda Marussia-bilarna. Han gick i mål på sista plats. I nästa race — Monacos Grand Prix — kolliderade han med Williams-föraren Felipe Massa under kvalet, vilket han blev bestraffad för. Han gjorde dock ett bra lopp och gick i mål på elfte plats, vilket innebar att han tangerade sitt eget och stallets bästa resultat.
Sedan hade Ericsson flera sämre resultat i den långsamma Caterham-bilen, och det dröjde till Belgiens Grand Prix innan han kunde matcha Marussia igen. I Singapore gjorde han ett bra lopp, där han lyckades hålla båda Marussia-bilarna bakom sig och gick i mål på femtonde plats. På Suzuka i Japan lyckades han kvala bättre än Kobayashi och de båda Marussia-bilarna. Han startade sjuttonde, men snurrade i kraftigt regn, och fick kämpa från sista plats. Han gick i mål på sjuttonde plats efter några riktigt snabba slutvarv, före Marussia och Kobayashi, men den stora prestationen överskuggades av Jules Bianchis fruktansvärda krasch. Under den påföljande tävlingshelgen – Rysslands Grand Prix – gjorde Ericsson sitt bästa kval för säsongen, då han var sjuttonde och endast en tiondels sekund från att gå vidare till den andra kvalomgången. Han gjorde en bra start men tappade som väntat några positioner, och gick i mål på nittonde plats, före Kobayashi och Chilton.
Caterham gick i konkurs före USA:s Grand Prix, vilket gjorde att Ericsson inte kunde köra. Han flög ändå över Atlanten för att vara kommentator för Viasat Motor tillsammans med Janne Blomqvist och Eje Elgh. Ericsson avslutade sitt kontrakt med Caterham den 12 november.

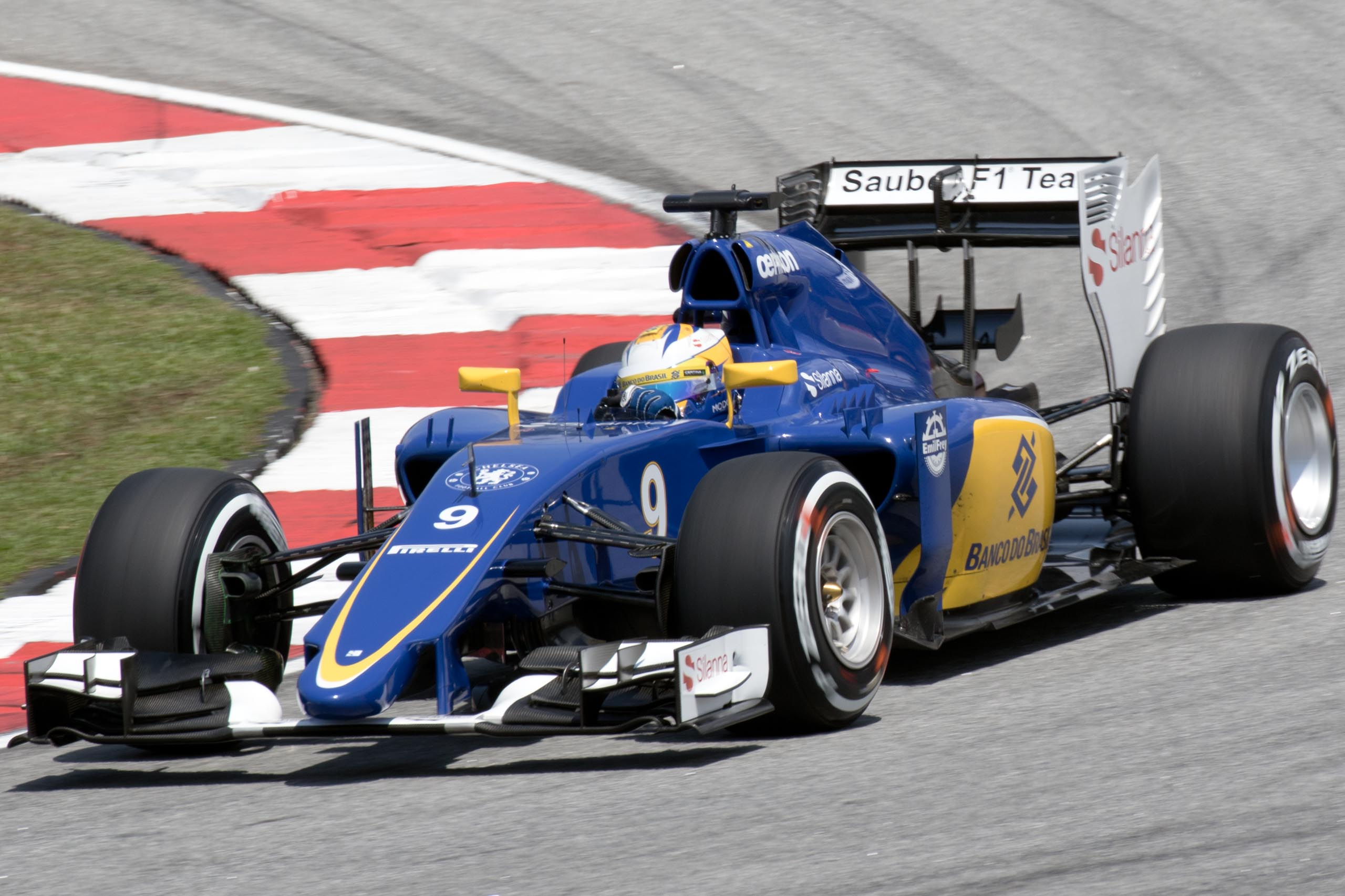
Ericsson flyttade till Sauber.

#### Sauber (2015–2018)
Den 1 november 2014 bekräftades Ericsson som Saubers ena förare under säsongen 2015. Senare bekräftas Ericssons stallkamrat, som blev brasilianaren Felipe Nasr. Även under säsongerna 2016 och 2017 körde Ericsson för Sauberteamet. Dock utan att kunna ta några poäng. Inför säsongen 2017 byttes teamkollegan ut mot Pascal Wehrlein. 
I december 2017 bekräftades det att Marcus Ericsson fortsätter i Sauber även under säsongen 2018. Nu med samarbetspartnern Alfa Romeo och under namnet Alfa Romeo Sauber F1 Team 2018. Därmed kommer Alfa Romeo tillbaka till F1 efter 30 års frånvaro inom sporten. Den italienska biltillverkaren går in som namnsponsor och inleder ett tekniskt samarbete med det schweiziska F1-teamet. Alfa Romeo var det första världsmästarteamet i F1 1950 och i en hyllning ändrar bilen nu färg, från blått och gult till rött och vitt. Ny teamkamrat var regerande Formel 2-mästaren Charles Leclerc.
Efter 2018 års säsong blev Ericssons kontrakt med Alfa Romeo inte förnyat, vilket innebar att han inte hade ett stall inför 2019 års säsong och därför inte kunde köra. Svensken fick titeln tredjeförare, vilket i praktiken betyder att han får arbeta med PR-event och möjligen köra något träningspass och vänta på att någon av de ordinarie förarna blir sjuka eller skadade.

#### F1-karriär
| Säsong     | Stall/Tillverkare | Placering  | Lopp | Poäng | Etta | Tvåa | Trea | Pole | Varv |
| ---------- | ----------------- | ---------- | ---- | ----- | ---- | ---- | ---- | ---- | ---- |
| 2014       | Caterham-Renault  | 19         | 16   | 0     | 0    | 0    | 0    | 0    | 0    |
| 2015       | Sauber-Ferrari    | 18         | 19   | 9     | 0    | 0    | 0    | 0    | 0    |
| 2016       | Sauber-Ferrari    | 22         | 21   | 0     | 0    | 0    | 0    | 0    | 0    |
| 2017       | Sauber-Ferrari    | 20         | 20   | 0     | 0    | 0    | 0    | 0    | 0    |
| 2018       | Sauber-Ferrari    | 17         | 21   | 9     | 0    | 0    | 0    | 0    | 0    |
| Sammanlagt | Sammanlagt        | Sammanlagt | 97   | 18    | 0    | 0    | 0    | 0    | 0    |

### Indycar Series (2019- )

#### 2019
2019 gick Marcus Ericsson över till det amerikanska mästerskapet IndyCar och började köra för Arrow Schmidt Peterson Motorsport. Under rookie-året tog han en andra plats som bäst och hamnade på 17:e plats i tabellen.

#### 2020
Under andra säsongen i IndyCar enrollerades han av toppteamet Chip Ganassi Racing, ett av de mest framgångsrika teamen i IndyCars historia. Där blev han teamkompis med den tidigare mästaren Scott Dixon och svensken Felix Rosenqvist. Under den förkortade säsongen, på grund av covid-19-pandemin, slutade han som topp tio i mål i över hälften av loppen, och med sitt bästa resultat på en fjärde plats.

#### 2021
Den 12 juni 2021 i Detroit tog Marcus Ericsson sin första seger i IndyCar och den första sedan Nürburgring i GP2 2013. Han gjorde det på samma bana som han två år tidigare kommit på andra plats med. Segern gjorde att han hoppade upp till plats sju i mästerskapstabellen.
Sin andra pallplats för året tog Marcus Ericsson den 4 juli i Indycar på Mid-Ohio. Ericsson hade häng på segern men han fick nöja sig med en andraplats, en halv sekund efter Josef Newgarden. Andraplatsen gjorde att han gick upp till plats fem i mästerskapstabellen.
Den 8 augusti 2021 tog Marcus Ericsson sin andra seger i Indycar på stadsbanan i Nashville. Detta trots  en start från 18:e startposition och en tidig krasch i loppet som tvingade in honom i depå och byte av framvinge och ett tiosekunders tidsstraff (”stop and go”) och därmed omstart från 25:e och sista plats. Loppet var i övrigt kaosartat och efter nio (!) omstarter och två rödflaggor (loppet stoppas helt och förarna går in i depån) hade Ericsson kört upp sig till första plats. Efteråt summerade han: - Ett av mina bästa lopp i karriären! 
Totalt slutade Ericsson sexa i mästerskapet efter sin tredje säsong. "Målet är att vinna mästerskapet nästa år."

#### 2022

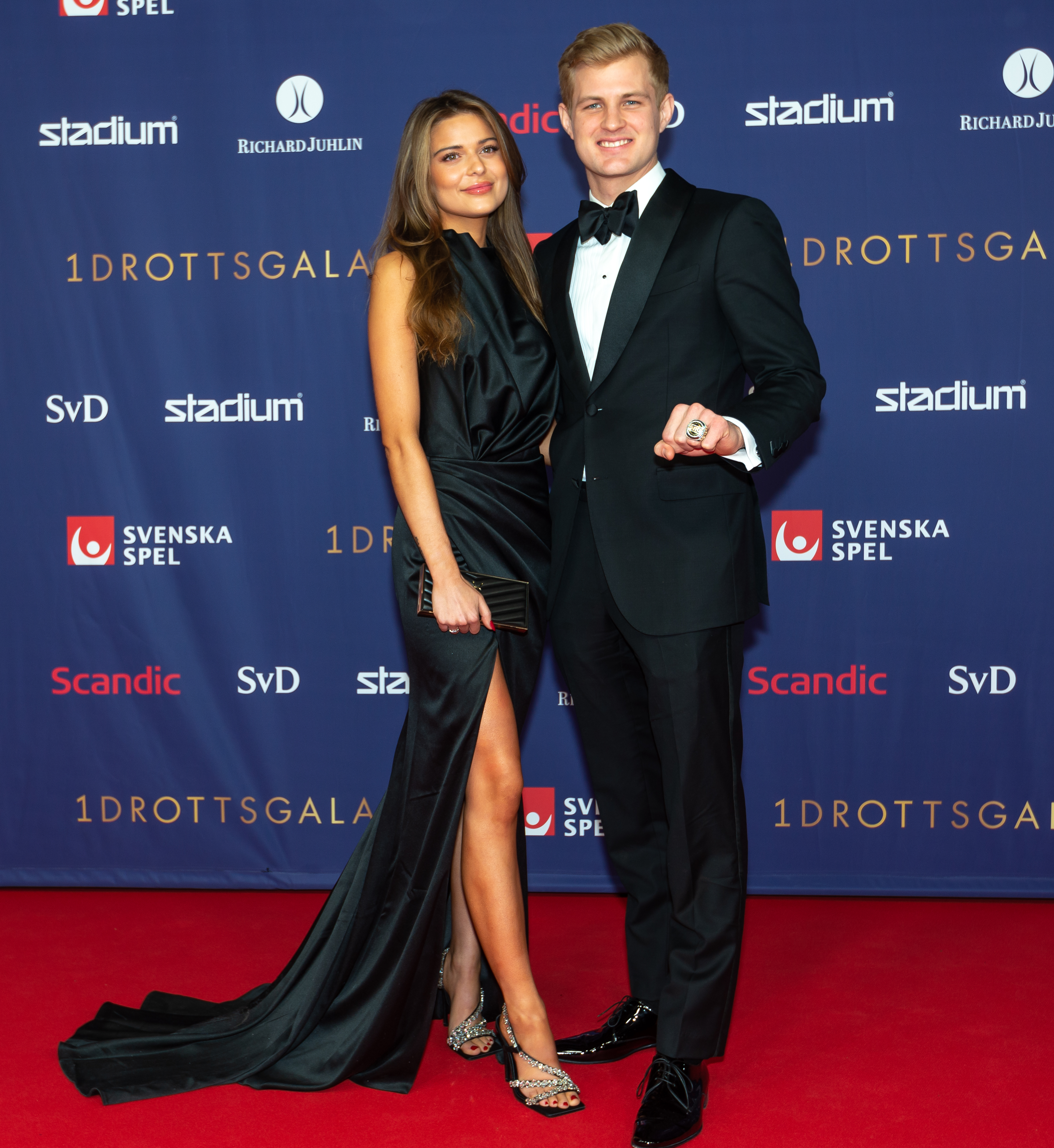
Marcus Ericsson och Iris Tritsaris Jondahl på Svenska Idrottsgalan 2023. Marcus visar upp sin Indy 500-ring.

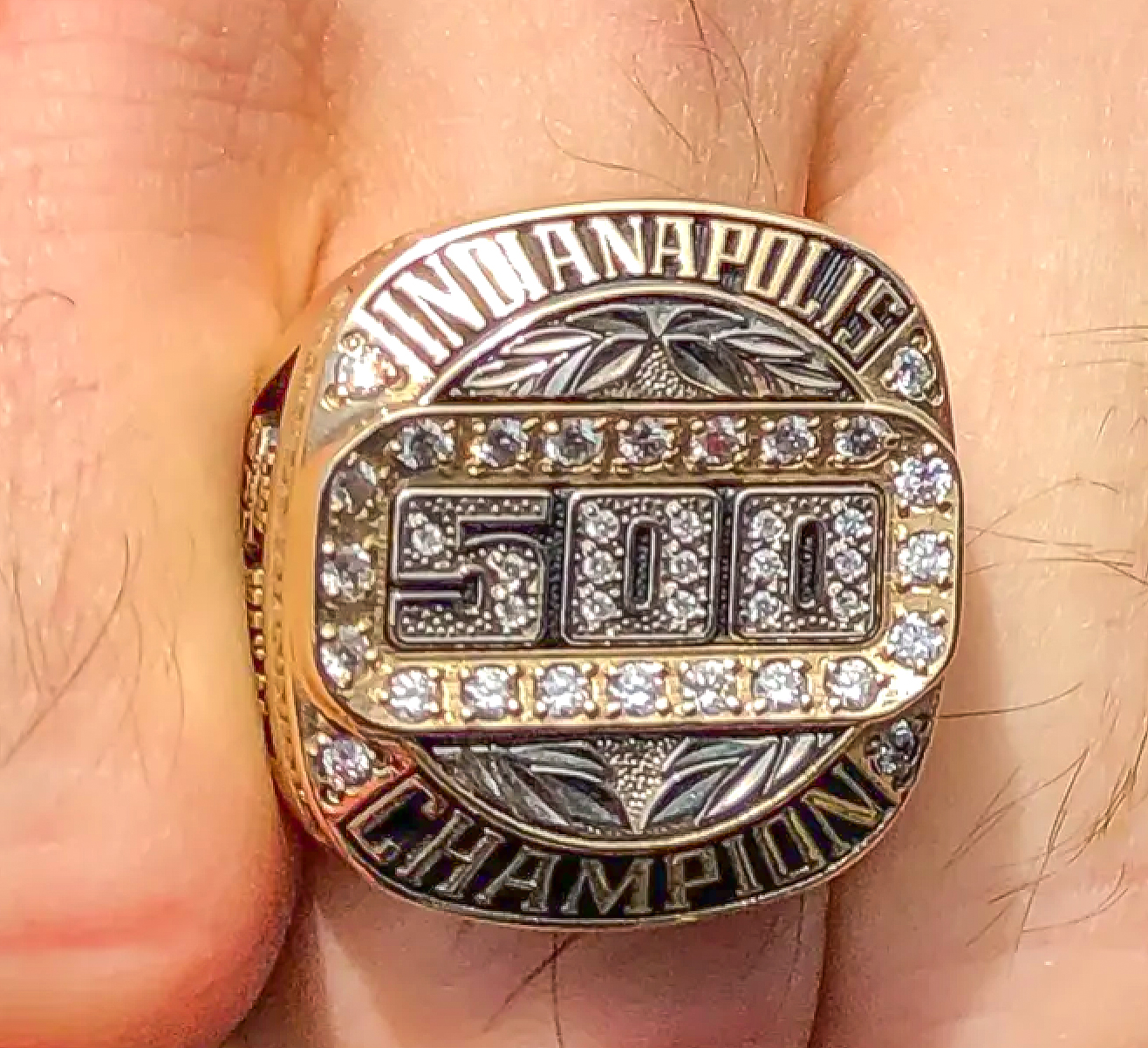
Vinsten i Indy 500 resulterade i en check på 3,1 miljoner dollar och en Indy 500-Championsring i guld och ädelstenar.

Den 29 maj 2022 vann Marcus Ericsson klassikern Indy 500 efter ett jättedrama på slutvarven. Efter en omstart när fyra varv återstod hotade Pato O'Ward ledande Ericsson, som dock höll undan till den historiska fullträffen och därmed blev den andre svensken att vinna Indianapolis 500 efter Kenny Bräck 1999.
I det följande loppet, Sonsio Grand Prix at Road America (Road America), tog Ericsson en andraplats och gick upp i ledning i tabellen. Totalt slutade han 6a i totalen för år 2022.

#### 2023
I Indycar-premiären den 5 mars 2023 tog Marcus Ericsson en ny seger, denna gång i stadsracet i St Petersburg, Florida. Några veckor senare på Texas Motor Speedway kom han åtta. Och i stadsloppet i Long Beach, Kalifornien den 16 april, tog han en pallplats som trea, trots att han var involverad i en multiincident och fick skador på framvingen och tappade flera positioner. Efter fyra körda lopp (april 2023) har Ericsson fortfarande ledningen i det amerikanska mästerskapet IndyCar.
Det klassiska ovalloppet Indy 500 blev makalöst dramatiskt med flera krascher. Marcus startade från postion tio men körde upp sig under hela tävlingen. Sista omstarten efter en krasch gjordes när ett enda varv återstod och då ledde Marcus Ericsson och såg ut att sensationellt kunna dubbla sin seger från förra året. Men starten gjordes helt utan något uppvärmningsvarv och med Marcus kalla däck kunde Josef Newgarden nyttja slipstreamen fullt ut och komma förbi Ericsson innan den näst sista kurvan och vinna med ett par hundradelar.
– Vi gjorde allt rätt men segern togs ifrån oss. Vi har aldrig gjort en omstart från depån och vi får inte däcken i rätt temperatur, sa Ericsson efter loppet. Andraplaceringen gav motsvarande 11 miljoner kronor i prispengar.

Den 23 augusti 2023 tillkännagavs att Ericsson skulle lämna Chip Ganassi Racing efter fyra år och köra för Andretti Autosport (nuvarande Andretti Global) från säsongen 2024. Han får då en årslön på motsvarande 44 miljoner kronor.